# Форма государственного правления

Страны мира по форме правления:
Президентские республики, где исполнительная власть принадлежит президенту
Президентские республики, где осуществляющий исполнительную власть президент избирается парламентом
Смешанные республики
Парламентские республики
Парламентские республики, где исполнительную власть осуществляет президент
Парламентские монархии
Дуалистические монархии
Абсолютные монархии
Государства с однопартийной системой
Исламская теократия
Военная диктатура
Государства с временным (переходным) правительством

Фо́рма госуда́рственного правле́ния — элемент формы государства, который определяет систему организации высших органов государственной власти, порядок их образования, сроки деятельности и компетенцию, а также порядок взаимодействия данных органов между собой и с населением, и степень участия населения в их формировании:
- в узком смысле — это организация высших органов государственной власти (способ организации верховной власти в государстве);
- в широком смысле — это способ организации и взаимодействия всех органов государства.

Форму правления не следует путать с формой государственного устройства и политическим режимом государства. Все вместе, эти три характеристики дополняют друг друга и описывают форму государства. Форма правления показывает:
- как создаются высшие органы власти в государстве,
- их структуру,
- какие принципы лежат в основе взаимодействия между государственными органами,
- как строятся взаимоотношения между верховной властью и рядовыми гражданами,
- в какой мере организация органов государства позволяет обеспечивать права и свободы граждан.

Форма правления является старейшим элементом, характеризующим устройство государства, который начали изучать ещё в Древней Греции. В различных периодах истории форма правления имела различный смысл. Так, в аграрном обществе значение формы правления сводилось лишь к определению того, каким образом замещается должность главы государства — в порядке наследования или путём выборов. По мере разложения феодализма и перехода к индустриальному обществу, сопровождавшегося ослаблением власти монархов, появлением и укреплением народного представительства, формы правления стали развиваться. Наибольшую значимость приобрело не то, как происходит передача власти — наследственный или выборный глава государства в стране, а то, как организуются отношения между главой государства, парламентом, правительством, как взаимно уравновешиваются их полномочия, — словом, как устроено разделение властей.

## Критерии определения формы правления
1. Способ передачи власти (наследование или путём выборов);
2. Ответственность высших органов государственной власти перед населением (в монархии глава государства не несёт юридической ответственности, в отличие от главы государства в республике);
3. Разграничение властных полномочий между органами государственной власти.

## Основные формы правления

### Монархия
Монархия — форма правления, при которой высшая государственная власть пожизненно принадлежит единоличному главе государства — монарху, который занимает престол по наследству и не несёт ответственности перед населением.

#### Отличительные признаки монархии
1. Единоличным главой государства является монарх;
2. Власть переходит по наследству;
3. Монарх юридически безответственен (отстранить монарха от власти невозможно).

#### Виды монархии
- Абсолютная монархия (неограниченная) — государство, в котором монарх является единственным высшим органом в стране, и в его руках сосредоточена вся полнота государственной власти (Оман, Катар). Особой разновидностью является абсолютная теократическая монархия (Ватикан, Саудовская Аравия).
- Ограниченная монархия — государство, в котором помимо монарха существуют и иные органы государственной власти, не подотчётные ему, а государственная власть рассредоточена между всеми высшими органами власти, власть монарха ограничена на основании специального акта (Конституции) или же традиции. В свою очередь ограниченная монархия делится на:
  - Сословно-представительная монархия — монархия, в которой власть монарха ограничена на основании традиции формирования органов по критерию принадлежности к определённому сословию (Земский собор в России[5], Кортесы в Испании) и играющих роль, как правило, совещательного органа[6]. В настоящее время подобных монархий в мире нет.
  - Конституционная монархия — монархия, в которой власть монарха ограничена на основании специального акта (Конституции), где существует иной высший орган власти, формирующийся путём выборов представителей народа (парламент). В свою очередь конституционная монархия делится на:
    - Дуалистическая монархия — государство, в котором монарх обладает всей полнотой исполнительной власти, а также имеет часть законодательных и судебных полномочий. Представительный орган в таком государстве существует и осуществляет законотворческие функции, но монарх может наложить абсолютное вето на принимаемые акты и по своему усмотрению распустить представительный орган (Иордания, Марокко, ОАЭ).
    - Парламентская монархия — государство, в котором монарх является лишь данью традиции и не обладает какими-либо существенными полномочиями. Государственное устройство в такой монархии строится на принципе разделения властей (Великобритания, Япония, Дания). Парламентская монархия отличается тем, что статус монарха формально и фактически ограничен во всех сферах осуществления государственной власти. Законодательная власть полностью принадлежит парламенту. Исполнительная — правительству, которое несет ответственность за свою деятельность перед парламентом. Участие монарха в формировании правительства чисто символично[7].

|                                                 | Абсолютная монархия                             | Конституционная монархия                  | Конституционная монархия                              |
| Дуалистическая монархия                         | Абсолютная монархия                             | Парламентская монархия                    |                                                       |
| ----------------------------------------------- | ----------------------------------------------- | ----------------------------------------- | ----------------------------------------------------- |
| 1. Принадлежность законодательной власти        | монарху                                         | разделена между монархом и парламентом    | парламенту                                            |
| 2. Осуществление исполнительной власти          | монарх                                          | монарх                                    | формально — монарх, фактически — правительство        |
| 3. Назначение главы правительства               | монарх                                          | монарх                                    | формально — монарх, но с учётом парламентских выборов |
| 4. Ответственность правительства                | перед монархом                                  | перед монархом                            | перед парламентом                                     |
| 5. Право роспуска парламента                    | нет парламента                                  | у монарха (неограниченное)                | у монарха (по рекомендации правительства)             |
| 6. Право вето монарха на решения парламента     | нет парламента                                  | абсолютное вето                           | предусмотрено, но не используется                     |
| 7. Чрезвычайно-указное законодательство монарха | неограниченное (указ монарха имеет силу закона) | только в период между сессиями парламента | предусмотрено, но не используется                     |
| 8. Современные страны                           | Саудовская Аравия, Оман                         | Иордания, Кувейт, Марокко                 | Великобритания, Испания, Нидерланды                   |

### Республика
Республика — форма правления, при которой высшие органы государственной власти избираются народом, либо формируются особыми представительными учреждениями на определённый срок и несут полную ответственность перед избирателями.

#### Отличительные признаки республиканской формы правления
1. Всегда существует несколько высших органов власти, при этом полномочия между ними разделены таким образом, что один орган не зависим от другого (принцип разделения властей);
2. Главой государства является президент, который осуществляет свою власть от имени народа;
3. Высшие органы власти и должностные лица несут ответственность перед населением, которая может быть выражена в следующем:

- они избираются на определённый срок, по истечении которого полномочия могут не продлеваться;
- возможно досрочное прекращение полномочий.

#### Виды республик
Республики различаются главным образом тем, какой из органов власти — парламент или президент — формирует правительство и направляет его работу, а также перед кем из названных правительство несёт ответственность.
- Президентская республика — государство, в котором наряду с парламентаризмом в руках президента одновременно соединяются полномочия главы государства и главы правительства. Правительство формирует и распускает непосредственно сам президент, парламент при этом какого-либо значимого влияния на правительство оказывать не может — здесь наиболее полно раскрывается принцип разделения властей (США).
- Парламентская республика — государство, в котором верховная роль в организации государственной жизни принадлежит парламенту. Парламент формирует правительство и вправе в любой момент отправить его в отставку. Президент в таком государстве не имеет каких-либо существенных полномочий (Израиль, Греция, Германия, Грузия).
- Смешанная республика — в государствах с такой формой правления сильная президентская власть одновременно сочетается с наличием эффективных мер по контролю парламента за деятельностью исполнительной власти в лице правительства, которое формируется президентом с обязательным участием парламента. Таким образом, правительство несёт ответственность одновременно и перед президентом, и перед парламентом страны[8] (Португалия, Франция).

|                                                    | Парламентская республика                                                                                              | Президентская республика                                                      | Смешанная республика |
| -------------------------------------------------- | --- | ----------------------------------------------------------------------------- | --- |
| 1. Статус президента                               | должность символична, осуществляет представительские функции, все действия и принимаемые акты требуют контрасигнатуры | одновременно глава государства и глава исполнительной власти                  | глава государства, но выведен из системы разделения властей, является арбитром и гарантом Конституции                                           |
| 2. Способ избрания главы исполнительной власти     | мандат получает от парламента                                                                                         | мандат получает от народа в ходе всеобщих выборов                             | мандат получает от народа в ходе всеобщих выборов                                                                                               |
| 3. Порядок формирования правительства              | парламентом на основе парламентского большинства                                                                      | президентом                                                                   | совместно президентом и парламентом (президент представляет кандидатуру премьер-министра, а парламент его утверждает)                           |
| 4. Ответственность правительства                   | перед парламентом | перед президентом (парламент не может выразить вотум недоверия)               | одновременно перед президентом и парламентом |
| 5. Наличие у президента законодательной инициативы | отсутствует | обладает                                                                      | как правило не обладает, но в некоторых странах такое право есть                                                                                |
| 6. Право вето президента на решения парламента     | отсутствует | сильное право вето (преодолевается квалифицированным большинством парламента) | как правило, слабое право вето (преодолевается простым большинством парламента), в некоторых странах у президента может быть сильное право вето |
| 7. Право президента распустить парламент           | используется в крайнем случае, когда иным образом разрешить проблему невозможно                                       | отсутствует                                                                   | обладает |
| 8. Наличие поста премьер-министра                  | имеется | отсутствует                                                                   | имеется |
| 9. Современные страны                              | ФРГ, Италия, Австрия                                                                                                  | США, Аргентина, Мексика                                                       | Франция, Румыния, Россия |

## Нетипичные (смешанные, гибридные) формы правления
- Монархия с республиканскими элементами («республиканская монархия», выборная) — такая монархия имеет главный республиканский признак — систематическую выборность главы государства, однако им не может быть избран любой гражданин, удовлетворяющий избирательным квалификациям и требованиям для президента, а только один из нескольких монархов — правителей составных частей федерации[10]. Подобная нетрадиционная форма правления имеется в ОАЭ и Малайзии, которые по своему государственному устройству являются федерациями, при этом каждая из составных частей (7 эмиратов ОАЭ) или некоторые составные части государства (9 из 13 штатов Малайзии) представляют собой наследственные монархии. Глава государства в целом формируется путём выборов между монархами, возглавляющими тот или иной субъект федерации. При этом срок его полномочий чётко оговаривается (в обоих государствах он составляет 5 лет), и по истечении указанного срока полномочий монарх избирается вновь.
- Республика с монархическими элементами («монархическая республика», суперпрезидентская) — в современном мире в условиях тоталитарных систем появились республики, которым свойственен важнейший элемент монархии — несменяемость главы государства[10]. Глава государства в такой республике может формально избираться, может назначаться, но реально народ фактически главу государства не назначает. Кроме того полномочия такого главы государства не ограничены, он является пожизненным правителем, более того возможна передача власти по наследству. Впервые пожизненным президентом стал Сукарно в Индонезии[11], затем пожизненный пост стал занимать президент Югославии Тито, в настоящее время встречается в некоторых странах Азии и Африки (КНДР, Туркменистан при Ниязове, Гамбия при Джамме). Исторический пример — республики Венеция и Генуя обе с пожизненным дожем.
- Теократическая республика (исламская республика) — особая форма республики, где правит мусульманское духовенство, сочетает в себе основные признаки традиционного исламского Халифата и признаки современного республиканского строя. В Иране в соответствии с Конституцией 1979 г. главой государства является Рахбар — высшее духовное лицо, назначается специальным религиозным советом (Совет экспертов), состоящим из влиятельных богословов страны. Исполнительную власть возглавляет избираемый населением на альтернативных выборах президент, а законодательную — однопалатный парламент (Меджлис). Кандидаты на должность президента, а также все члены правительства и кандидаты в депутаты Меджлиса утверждаются Советом стражей конституции, который также проверяет законопроекты на соответствие исламскому праву и имеет право наложить вето на любое решение Меджлиса.